# Stormoa
Stormoa är Ålesunds och fylket Møre og Romsdals största köpcentrum och ett av Norges största, med 110 butiker. Stormoa öppnade 1972 som Moa, i lokalerna till det som tidigare var Moa Skofabrikk. 1983 flyttade köpcentrumet till nuvarande byggnad. 1991 blev Stormoa granne till ett nytt köpcentrum, Moa Syd. Efterhand har det ägt rum flera ombyggnader, fram till hösten 2000, då Moa Syd och Moa bildade Stormoa - med en gångbro mellan byggnaderna.